# Arrondissement Mulhouse
Das Arrondissement Mulhouse [myluz] (deutsch Mülhausen, elsässisch Milhüüse) ist ein Verwaltungsbezirk im Département Haut-Rhin in der französischen Region Grand Est (bis Ende 2015 Elsass).

## Geschichte
Am 4. März 1790 wurde mit der Gründung des Départements Haut-Rhin auch ein „Distrikt Altkirch“ gegründet, der zu dieser Zeit auch das Gebiet des heutigen Arrondissements Mulhouse umfasste. Am 17. Februar 1800 wurde es Teil des neu eingerichteten Arrondissements Altkirch. Erst 1857 wurde aus dem damaligen Arrondissement Altkirch das Arrondissement Mulhouse (Mülhausen).
Seit 18. Mai 1871 gehörte das heutige Gebiet als Kreis Mülhausen im Bezirk Oberelsass zum Reichsland Elsass-Lothringen im neuen deutschen Kaiserreich. Der Kreis umfasste damals 626 km² und hatte (1885) 144.046 Einwohner.
Nach dem Ersten Weltkrieg wurde im Zuge der Eingliederung des Elsass nach Frankreich am 28. Juni 1919 die Verwaltungsgliederung übernommen und das (neue) Arrondissement Mulhouse eingerichtet.

## Geografie
Das Arrondissement grenzt im Norden an das Arrondissement Guebwiller, im Osten an die Bundesrepublik Deutschland mit dem Regierungsbezirk Freiburg (Baden-Württemberg), im Süden an die Schweiz mit den Kantonen Basel-Stadt, Basel-Landschaft und Solothurn, im Südwesten an das Arrondissement Altkirch und im Westen an das Arrondissement Thann.
Im Arrondissement gibt es acht Wahlkreise (Kantone):
- Kanton Brunstatt-Didenheim
- Kanton Kingersheim
- Kanton Mulhouse-1
- Kanton Mulhouse-2
- Kanton Mulhouse-3
- Kanton Rixheim
- Kanton Saint-Louis
- Kanton Wittenheim

## Gemeinden
Die Gemeinden des Arrondissements Mulhouse sind:
| 1. Attenschwiller (68013)    | 2. Baldersheim (68015)        | 3. Bantzenheim (68020)          | 4. Bartenheim (68021)           |
| 5. Battenheim (68022)        | 6. Berrwiller (68032)         | 7. Blotzheim (68042)            | 8. Bollwiller (68043)           |
| 9. Brinckheim (68054)        | 10. Bruebach (68055)          | 11. Brunstatt-Didenheim (68056) | 12. Buschwiller (68061)         |
| 13. Chalampé (68064)         | 14. Dietwiller (68072)        | 15. Eschentzwiller (68084)      | 16. Feldkirch (68088)           |
| 17. Flaxlanden (68093)       | 18. Folgensbourg (68094)      | 19. Galfingue (68101)           | 20. Geispitzen (68103)          |
| 21. Habsheim (68118)         | 22. Hagenthal-le-Bas (68120)  | 23. Hagenthal-le-Haut (68121)   | 24. Hégenheim (68126)           |
| 25. Heimsbrunn (68129)       | 26. Helfrantzkirch (68132)    | 27. Hésingue (68135)            | 28. Hombourg (68144)            |
| 29. Huningue (68149)         | 30. Illzach (68154)           | 31. Kappelen (68160)            | 32. Kembs (68163)               |
| 33. Kingersheim (68166)      | 34. Knœringue (68168)         | 35. Kœtzingue (68170)           | 36. Landser (68174)             |
| 37. Leymen (68182)           | 38. Liebenswiller (68183)     | 39. Lutterbach (68195)          | 40. Magstatt-le-Bas (68197)     |
| 41. Magstatt-le-Haut (68198) | 42. Michelbach-le-Bas (68207) | 43. Michelbach-le-Haut (68208)  | 44. Morschwiller-le-Bas (68218) |
| 45. Mulhouse (68224)         | 46. Neuwiller (68232)         | 47. Niffer (68238)              | 48. Ottmarsheim (68253)         |
| 49. Petit-Landau (68254)     | 50. Pfastatt (68256)          | 51. Pulversheim (68258)         | 52. Ranspach-le-Bas (68263)     |
| 53. Ranspach-le-Haut (68264) | 54. Rantzwiller (68265)       | 55. Reiningue (68267)           | 56. Richwiller (68270)          |
| 57. Riedisheim (68271)       | 58. Rixheim (68278)           | 59. Rosenau (68286)             | 60. Ruelisheim (68289)          |
| 61. Saint-Louis (68297)      | 62. Sausheim (68300)          | 63. Schlierbach (68301)         | 64. Sierentz (68309)            |
| 65. Staffelfelden (68321)    | 66. Steinbrunn-le-Bas (68323) | 67. Steinbrunn-le-Haut (68324)  | 68. Stetten (68327)             |
| 69. Uffheim (68341)          | 70. Ungersheim (68343)        | 71. Village-Neuf (68349)        | 72. Wahlbach (68353)            |
| 73. Waltenheim (68357)       | 74. Wentzwiller (68362)       | 75. Wittelsheim (68375)         | 76. Wittenheim (68376)          |
| 77. Zaessingue (68382)       | 78. Zillisheim (68384)        | 79. Zimmersheim (68386)         |                                 |

## Ehemalige Gemeinden seit der landesweiten Neuordnung der Kantone
bis 2015:
Brunstatt, Didenheim